# 尤努斯·穆薩
尤努斯·迪莫阿拉·穆薩（英語：Yunus Dimoara Musah；2002年11月29日—），美國職業足球員，司職中場，現效力於意甲球會AC米兰。是美國國家男子足球隊的成員。

## 俱樂部生涯
尤努斯·穆薩於2002年11月29日出生在美國紐約市，父母都來自非洲的加納。在穆薩小時候，全家便移居到了意大利北部的威尼托自由堡，童年正是在意大利度過。
在2012年的時候，穆薩加入了英超球隊阿森纳青訓營。在阿森纳青訓營多年的穆薩，先後代表英格蘭U15、U16、U17、U18國家隊有過出場。
在2019年的夏天，離開阿森纳的穆薩，來到了西甲球隊瓦倫西亞。在2020年夏天，瓦倫西亞的中前場多名主力球員離開後，穆薩得以有了上場機會，曾率沃特福德打進英格蘭足總杯決賽的加西亞今夏成為瓦倫西亞新主帥後，穆薩成為了重點培訓的球員。
當時年僅17歲的穆薩不僅在西甲聯賽對陣萊萬特的比賽中迎來了自己在西甲的首秀，還成為了球隊的中場主力球員，2020-21賽季西甲出場8次，其中有7次是首發登場，在聯賽主場2-2戰平赫塔費的比賽中，穆薩打進了個人的西甲首球。
2023年8月4日，穆萨以1800万欧元（1980万美元）外加200万欧元（220万美元）的奖金加盟意甲俱乐部AC米兰，签约至2028年6月。 他选择了曾由罗纳尔迪尼奥穿过的80号球衣。 9月19日，年仅20岁的穆萨在对阵纽卡斯尔联的欧洲冠军联赛比赛中首次亮相，并于第72分钟替补登场。 10月7日，他在米兰1-0战胜热那亚的比赛中首次助攻，传球给克里斯蒂安·普利西奇。 2024年8月17日，在2024-25赛季揭幕战对阵都灵的比赛中，穆萨助攻诺亚·奥卡福尔在补时阶段打入扳平进球，将比分扳为2-2。

## 國家隊生涯
尤努斯·穆薩出生在美國，父母來自加納，從小移居意大利，出自阿森纳青訓並代表英格蘭U15-U18國家隊有過出場。
美國國家足球隊在11月12日的友誼賽客場0-0戰平了威爾斯，穆薩在比賽中首發出場，他完成了在美國國家隊的首秀。

## 榮譽
AC米蘭
- 義大利超級盃冠軍：2024

## 外部連結
- 尤努斯·穆薩在BDFutbol中的档案
- Soccerway資料庫：尤努斯·穆薩